# Hopton Castle
Hopton Castle – wieś w Anglii, w hrabstwie Shropshire. Leży 37 km na południe od miasta Shrewsbury i 217 km na północny zachód od Londynu.